# 方鵬 (嘉靖進士)
方鵬（？—？），字其大，南直隶安庆府懷寧縣民籍，建德县人。明朝政治人物。

## 生平
嘉靖元年（1522年）壬午科應天鄉試舉人，嘉靖五年（1526年）丙戌科二甲第十二名進士。授户部主事，催儹粮储，贬广东盐课提举，嘉靖十六年（1537年）正月升陕西按察司提学佥事。